# 枚岡市の地名
本項枚岡市の地名（ひらおかしのちめい）では、大阪府枚岡市（現東大阪市東部）の町名や大字名を中心に、本市の成立から廃止される期間における、地名の変遷について記述する。

## 町字名の変遷
枚岡市は1955年（昭和30年）、中河内郡孔舎衙村・縄手町・石切町・枚岡町が合併することにより、14町で成立した。

### 成立当初の町字名
旧石切町
- 石切町（石切より）
- 植附町（植附より）

旧孔舎衙村
- 日下町（日下より）
- 善根寺町（善根寺より）
- 布市町（布市より）
- 元町（河内屋南より）

旧縄手町
- 池島町（池島より）
- 河内町（河内より）
- 四条町（四条より）
- 横小路町（横小路より）
- 六万寺町（六万寺より）

旧枚岡町
- 出雲井町（出雲井より）
- 豊浦町（豊浦より）
- 額田町（額田より）

### 町字の設置
1965年（昭和40年）
- 出雲井本町（出雲井町・河内町の各一部より）
- 新町（豊浦町の一部より）
- 鷹殿町（豊浦町の一部より）
- 宝町（額田町・豊浦町の各一部より）
- 立花町（額田町・豊浦町の各一部より）
- 鳥居町（豊浦町・出雲井町の各一部より）
- 南荘町（額田町・豊浦町の各一部より）
- 箱殿町（豊浦町の一部より）
- 東豊浦町（豊浦町・出雲井町の各一部より）
- 東山町（額田町の一部より）
- 山手町（額田町・豊浦町・石切町の各一部より）
- 弥生町（額田町の一部より）

1966年（昭和41年）
- 旭町（河内町の一部より）
- 客坊町（河内町・四条町の各一部より）
- 喜里川町（河内町・出雲井町の各一部より）
- 五条町（河内町・出雲井町の各一部より）
- 桜町（河内町の一部より）
- 昭和町（河内町の一部より）
- 本町（河内町の一部より）

1967年（昭和42年）、布施市・河内市と合併し、枚岡市廃止。新設の東大阪市の一部となる。廃止時に編成されていた33町は同市に継承。

## 参考資料
- 角川日本地名大辞典 27 大阪府（1983年、角川書店）